# Сорочинская ярмарка (фильм)
«Сорочинская ярмарка» — советская музыкальная комедия режиссёра Николая Экка, снятая по мотивам одноимённой повести Николая Гоголя в 1938 году на Киевской киностудии.
Картина относится к числу кинораритетов, так как это один из первых цветных фильмов в СССР и первый — в украинском кинематографе.
Премьера состоялась 19 июня 1939 года.

## Содержание
На Сорочинскую ярмарку направляется вереница повозок. Возле моста возникает небольшой затор, и этой паузы молодому парню Грицьку хватает на то, чтобы познакомиться с девушкой Парасей и повздорить с её мачехой Хиврей. Разъярённая Хивря посылает в адрес парубка ругань и проклятия.
В первый же день ярмарки Грицько предлагает Парасе руку и сердце. Отец девушки — Солопий Черевик — не возражает. Однако мачеха, узнав об этом, приходит в ярость и запирает падчерицу в хате. Расстроенный Грицько отправляется на берег реки, где разместился цыганский табор. Один из цыган, узнав, из-за чего кручинится парень, просит привести двадцать волов, обещая, что дивчина станет его женой. Происходит короткий торг, и цыган соглашается устроить счастье влюблённых за пятнадцать волов.
Далее начинается череда организованных цыганом ярмарочных приключений, включающих появление «чёрта в красной свитке». Завершается фильм шумной свадьбой, на которой гуляет всё село. Мачеху Хиврю народ с праздника прогоняет.

## Информация о фильме
Основное внимание было уделено не столько отлично воссозданному староукраинскому народному быту, сколько цветовому решению картины. И здесь все отмечали многокрасочную симфонию пейзажей и натюрмортов, которые иногда даже оттесняли на второй план сюжетную канву повести.
Создатели фильма первыми на Киевской киностудии применили бипачный метод, при котором съёмка велась одновременно на две плёнки, сложенные эмульсиями друг к другу. В работе использовалась продукция фабрики «Свема». Поскольку двухцветная технология считалась экспериментальной, в киногруппу для контроля и консультаций был направлен инженер «Свемы» Давид Золотницкий — в титрах он значится как руководитель цветной лаборатории.
Фильм был одобрительно встречен советской кинокритикой. Так, рецензент М. Коваленко отметил не только «направляющую гоголевскую мысль», которая проведена через всю картину, но и работу композитора Якова Столляра, а также игру актёров, включая участников цыганского ансамбля.
За фильм «Сорочинская ярмарка» Николай Экк был удостоен ордена Трудового Красного Знамени, о чём режиссёр, почти на два десятилетия отлучённый от кинематографа, в 1951 году отдельно упомянул в письме к секретарю ЦК КПСС Михаилу Суслову.

## Роли исполняли

Кадр из фильма

| Актёр                                          | Роль                          |
| ---------------------------------------------- | ----------------------------- |
| Валентина Ивашёва                              | Парася                        |
| Константин Короткевич (в титрах А. Короткевич) | Грицько                       |
| Варвара Чайка                                  | Хивря                         |
| Антон Дунайский                                | Солопий Черевик               |
| Франц Гловацкий                                | Цыбуля                        |
| Татьяна Барышева                               | Кума                          |
| А. Бизёв                                       | цыган                         |
| Дмитрий Капка                                  | зазывала, чёрт, бурсак, дедок |
| Виталий Пережогин                              | Афанасий Иванович             |
| Надежда Михайлова                              | цыганка (пение)               |
| Александра Кононова                            | цыганка (танец)               |
| Андрей Настенко                                | Цыбулько                      |

## Съёмочная группа
- Николай Экк — режиссёр
- Николай Экк — автор сценария
- Николай Кульчицкий, Григорий Семёнович Александров — операторы
- Василий Кричевский — художник
- Яков Столляр — композитор
- Давид Золотницкий — руководитель цветной лаборатории
- Пётр Штро — звукорежиссёр